# جونيوس بيرد
جونيوس بيرد (بالإنجليزية: Junius Bird)‏ هو عالم إنسان أمريكي، ولد في 21 سبتمبر 1907 في ري في الولايات المتحدة، وتوفي في 2 أبريل 1982 في ذا برونكس في الولايات المتحدة.